# Eutelsat 16C
Eutelsat 16C – satelita telekomunikacyjny należący do konsorcjum Eutelsat, wyniesiony na orbitę 17 kwietnia 2000. Pierwotnie nosił nazwę SESAT 1 (ang. Siberia - Europe SATellite), obecną otrzymał 1 marca 2012 w ramach ujednolicenia nazw satelitów przez Eutelsat.
Zbudowany na bazie modelu MSS-2500-GSO, posiada 18 transponderów pasma Ku. Spodziewany okres żywotności satelity wynosił 10 lat, czyli został już przekroczony.
Satelita został umieszczony na orbicie geostacjonarnej (nad równikiem), na 36. stopniu długości geograficznej wschodniej. Z tej samej pozycji wciąż nadaje wystrzelony w tym samym roku Eutelsat W4.
Pod koniec stycznia 2010 SESAT 1 został przesunięty na pozycję 16°E, by częściowo zastąpić Eutelsata W2, który uległ awarii. W listopadzie 2011 obowiązki trzech satelitów pracujących na 16°E przejął nowo wystrzelony Eutelsat W3C.
SESAT 1 nadawał sygnał stacji telewizyjnych i radiowych, programy wysokiej rozdzielczości HDTV, przekazy telewizyjne oraz dane (oferując usługi dostępu do Internetu) do odbiorców w Europie, Afryce Północnej oraz Azji Zachodniej (Bliski Wschód, Kazachstan, Kaukaz).